# デビュー最前戦2010
『デビュー最前戦2010』（デビューさいぜんせん2010）は、2010年5月4日から広島ホームテレビで深夜1時51分から2時21分に放送されている番組。
2010年3月末まで同局で放送されていた『デビュー最前戦』とは、番組内容・構成・収録方法、そして制作・技術スタッフともに別である。また、3月末までの放送内容等をいっさい引き継がない方針が示されている。
ハイビジョン制作番組で、地上デジタル放送への完全移行後にもアナログテレビで視聴する人のためにレターボックス形式での放送も行っている。

## MC
2010年5月4日 -
- 大松しんじ
- 檜垣直子

### 挑戦者応援　ハッピーガールズ
- 日野千春
- 河島佑香

## レギュラー審査員
- あきば大吾

作曲家・審査委員長
- 古田伸一

アレンジャー
- YOKO

シンガーソングライター、広島とニューヨークを拠点に活動。
- 南真由美

シンガーソングライター、
- レギュラー審査員の中から毎回3名が出演中

## ルール
2010年5月4日～放送の新しいルール
- 毎週3名が挑戦
- 審査は、「歌唱力」「パフォーマンス」そして「スター性」を採点して毎週1人をチャンピオンとして選ぶ。
- チャンピオンとなった挑戦者は、前週までの勝ち抜きチャンピオンと対戦。
- 5週勝ち抜くと、オリジナル曲でCD制作権（CD制作は作詞、作曲、CDプレス約500枚分は番組とスポンサーのＤＡミュージックが負担）と賞金10万円を進呈。
- ただし、歌っている間に、中止マークが審査員から3枚でると歌の途中でも終了となる。

## スタッフ

### 2010/5 - デビュー最前戦
- 放送：広島ホームテレビ
- 制作／技術：放送制作（株） - 広島ホームテレビの番組、報道番組の制作を中心にハイビジョン中型中継車（8カメ）を所有。デビュー最前戦の番組収録では、5台のHDカメラを使用している。
- 収録会場：広島市安佐南区民文化センター大ホール